# Tugam
Tugam (niedersorbisch Tugom) ist ein Gemeindeteil von Fürstlich Drehna, einem Ortsteil der Stadt Luckau im Landkreis Dahme-Spreewald in Brandenburg. Tugam gehört zum Kirchspiel Groß Mehßow.

## Lage
Tugam liegt in der Niederlausitz im Naturpark Niederlausitzer Landrücken. Nördlich des Ortes lag früher das Dorf Gliechow, das 1977 dem Braunkohlentagebau Schlabendorf-Süd zum Opfer gefallen ist. Heute befindet sich nördlich von Tugam ein großes Tagebaurestloch, das geflutet wurde und den Drehnaer See bildet. Nordöstlich liegt Mallenchen, südöstlich Klein Mehßow, südlich Groß Mehßow, südwestlich Crinitz und nordwestlich Fürstlich Drehna, dessen Gemeindeteil Tugam heute ist. Zu Tugam gehört noch ein kleines, nordwestlich des Ortes gelegenes Vorwerk.
Tugam liegt auf der nördlichen Abdachung des Niederlausitzer Landrückens in einer zumeist ebenen Fläche. Der Bach Schrake, der durch die Gemarkung und den Ort selbst fließt, bildete vor Jahrhunderten einen schmalen Moorstreifen, der sich bis nach Mallenchen fortsetzte. Gegenüber einem etwa 120 m × 60 m umfassenden Moorstück am östlichen Ufer der Schrake entstand am Westufer die Tugamer Siedlung. Neben wenigen moorigen Böden in der Niederung herrscht vorwiegend in Kultur gebrachter Sandboden vor (Sand, der teilweise auf Tonmergel oder Geschiebemergel liegt).
Tugam hat mehrere große Teiche, in denen Fischzucht betrieben wird.

## Geschichte

Auszug aus der Landkarte Basse Lusace von Peter Schenck, 1758. In der Nähe der Ortschaft Tugam erkennt man die beiden Teiche Große Teich (heute Sandteich) und den Scheer Teich (heute Brasenteich).

Über die Ortsgründung ist nichts bekannt. Es kann vermutet werden, dass der Ort mit der Deutschen Ostkolonisation im 12./13. Jahrhundert gegründet wurde. Die Siedlungsform ist als Gasse anzusehen. Erste schriftliche Nachweise gibt es im Urkundenbuch Lübben (Teil 3, Seite 87 Anmerkung 3), wo ein Peter von Wildenhayn 1447 als Besitzer von Dugamm genannt wird. Das Lehnbuch (Band III, Blatt 138) verzeichnet Tugam am 26. August 1576. Der Ortsname von Tugam stammt aus dem slawischen und bedeutet Siedlung eines Mannes namens Tugom, was auf die Besitzgeschichte des Ortes hinweist.
Tugam gehörte schon frühzeitig bis zu seiner Enteignung im Jahr 1945 zur Standesherrschaft (Fürstlich-) Drehna, schriftlich belegt seit 1576. Das alte Dorfsiegel ging 1824 verloren, 1838 erhielt die Gemeinde ein neues Siegel.
1816 gab es 109 Einwohner und 16 Wohnhäuser (Feuerstellen).
Im Jahr 1900 wird die Gemarkungsgröße mit 424 ha angegeben, darunter entfallen auf das Dorf 241 ha und auf das Vorwerk (Standesherrschaft Fürstlich-Drehna) 183 ha.

### Mühlen
In den ersten Jahrhunderten nach seiner Gründung hatte Tugam eine eigene Wassermühle im Wald, die sogenannte Heidemühle. Sie wurde vermutlich im oder nach dem Dreißigjährigen Krieg aufgegeben, vielleicht war sie durch Kriegshandlungen (Plünderungen) abgebrannt. Das Rauschen des Wassers am Standort der ehemaligen Mühle gab dieser später (um 1800) den Namen Poltermühle. Nachweise darüber gibt es nur im Kirchenbuch Groß Mehßow, z. B. aus dem Jahr 1600: Den 12. July Schyschows Sohn Johannes Tugom getauft. Paten. Hanß der Heidemüller, George Rautenstrauch der gross müller, und Regina Albin Niebels von Tugom Tochter.
Später war die Groß-Mühle für Tugam zuständig, die halb auf Tugamer und halb auf Groß Mehßower Gebiet lag.

### Verwaltungszugehörigkeit
Als Ergebnis des Wiener Kongresses kam Tugam 1815 an das Königreich Preußen. Am 25. Juli 1952 wurde die Gemeinde dem damals neu gebildeten Kreis Luckau im Bezirk Cottbus zugeordnet. Am 1. Januar 1961 erfolgte die Eingemeindung Tugams nach Fürstlich Drehna. Nach der Wende lag Tugam im Landkreis Luckau in Brandenburg. Zur Kreisreform in Brandenburg am 6. Dezember 1993 wurde Tugam dem neu gebildeten Landkreis Dahme-Spreewald zugeordnet. Mit der Eingemeindung von Fürstlich Drehna nach Luckau am 31. Dezember 1999 wurde Tugam ein Gemeindeteil Luckaus.

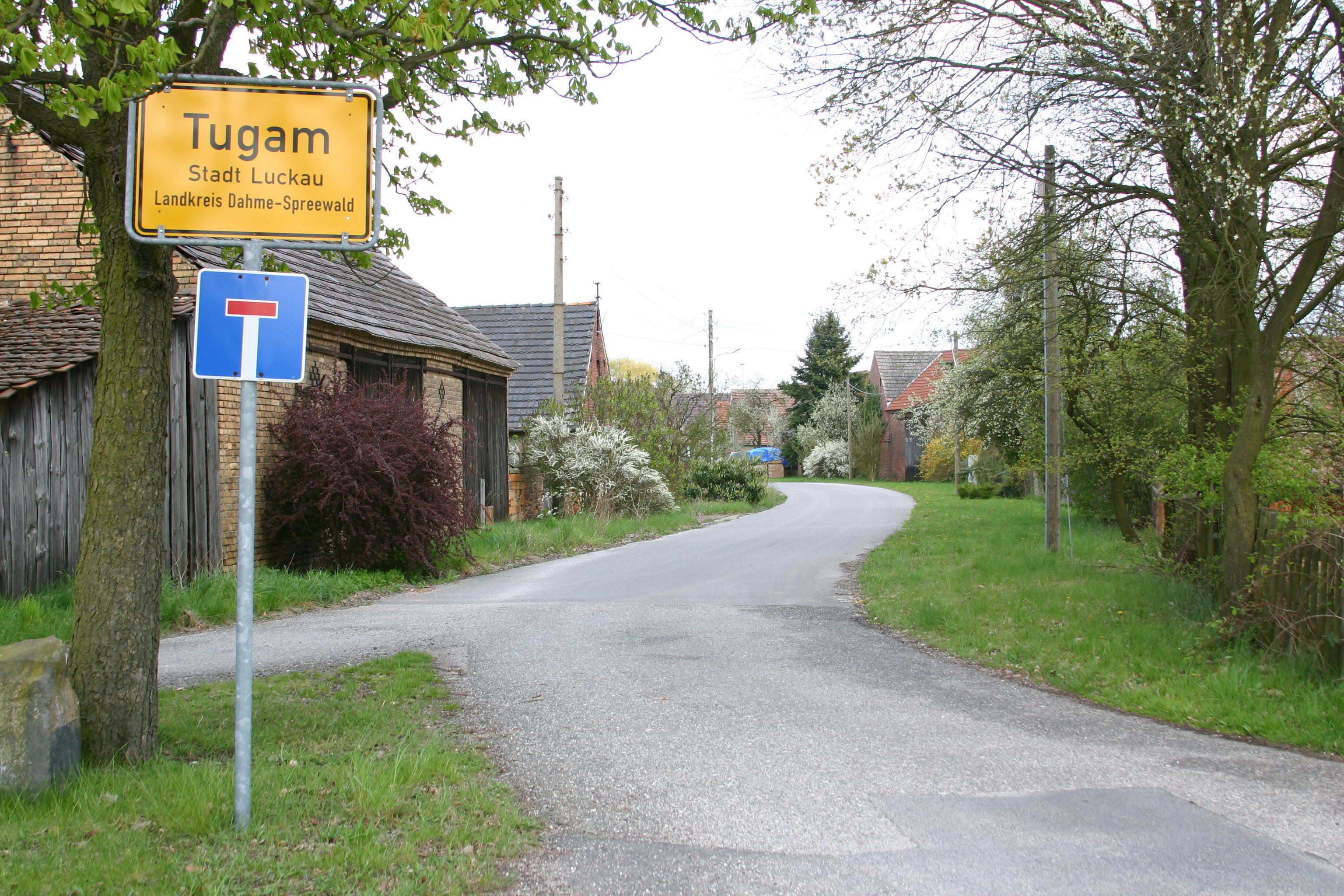
Die Ortslage von Tugam.
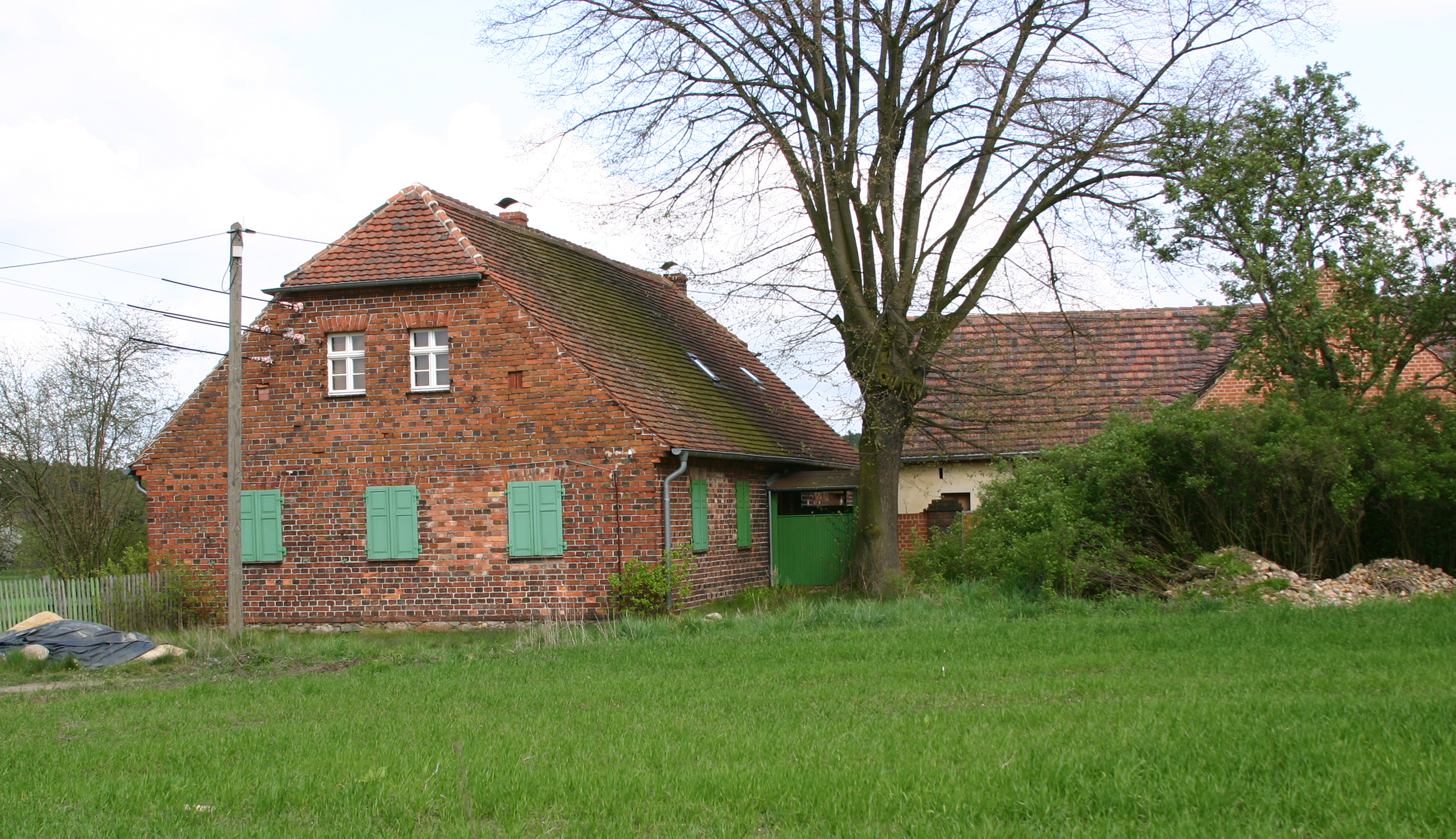
Die ehemalige Gastwirtschaft Mathen.
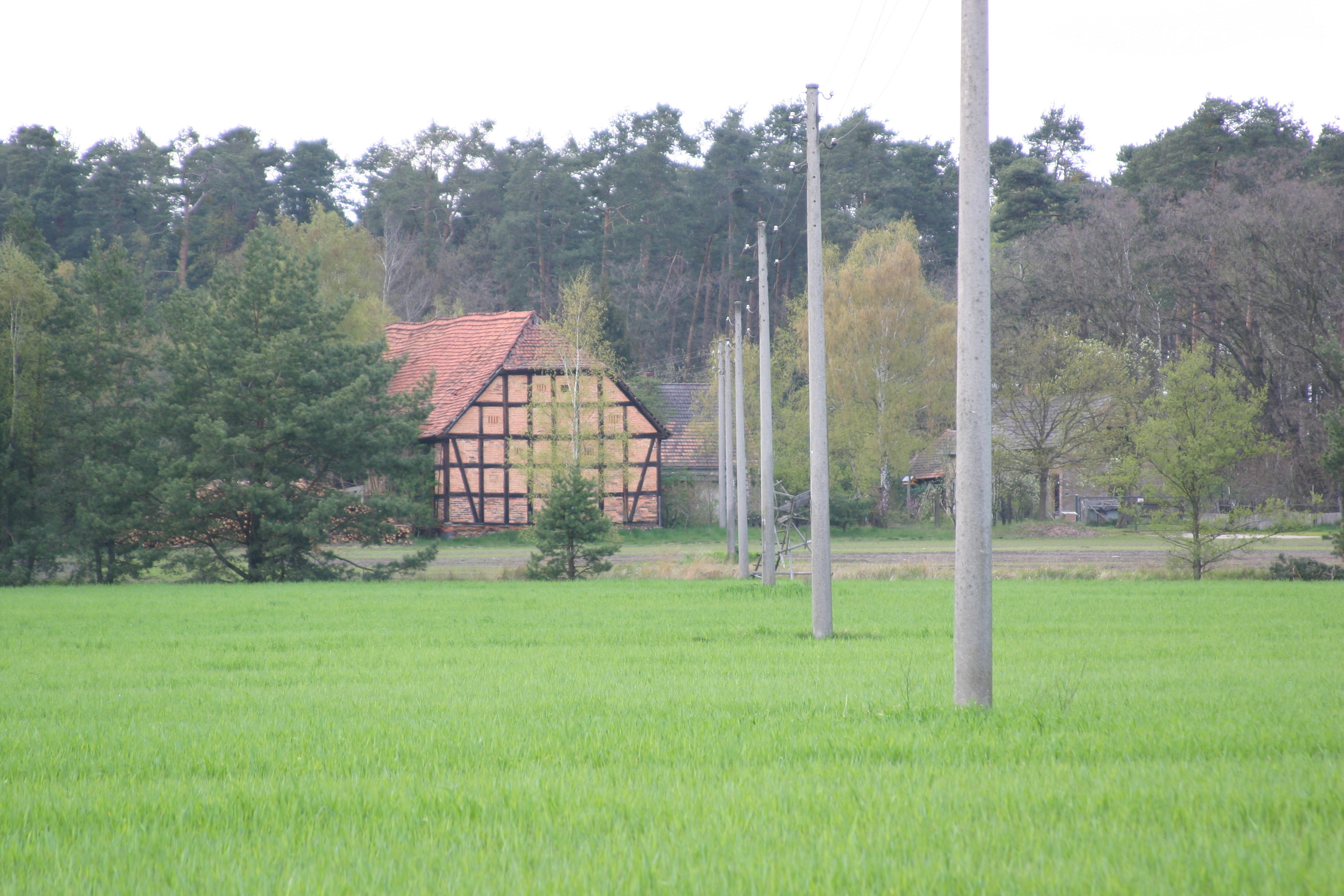
Das Vorwerk in Tugam.

## Teichwirtschaft
Auf der Tugamer Feldmark befinden sich mehrere, teils sehr große Teiche. Der Brasenteich und der Sandteich sind hierunter die größten und ältesten. Im 20. Jahrhundert wurden westlich des Brasenteiches Wiesenflächen eingedämmt und überflutet, wodurch zwei weitere Teiche entstanden (Luisenteich, Elisabethteich). Ein fünfter Teich befand sich südlich des Brasenteiches an der Groß Mehßower Grenze. Durch den Bergbau, und dem dadurch erfolgten Rückgang des Wassers durch die Grundwasserabsenkung im Tagebau Schlabendorf-Süd in den 1970/80er Jahren, wurden die letzten drei erwähnten Teiche trockengelegt. Nach Einstellung des Tagebaus in den 1990er Jahren wurden die beiden am Brasenteich trockengelegten Teiche renaturiert. Ihre Größe beträgt 0,5 und 2,5 ha, der Brasenteich ist 12 ha groß.

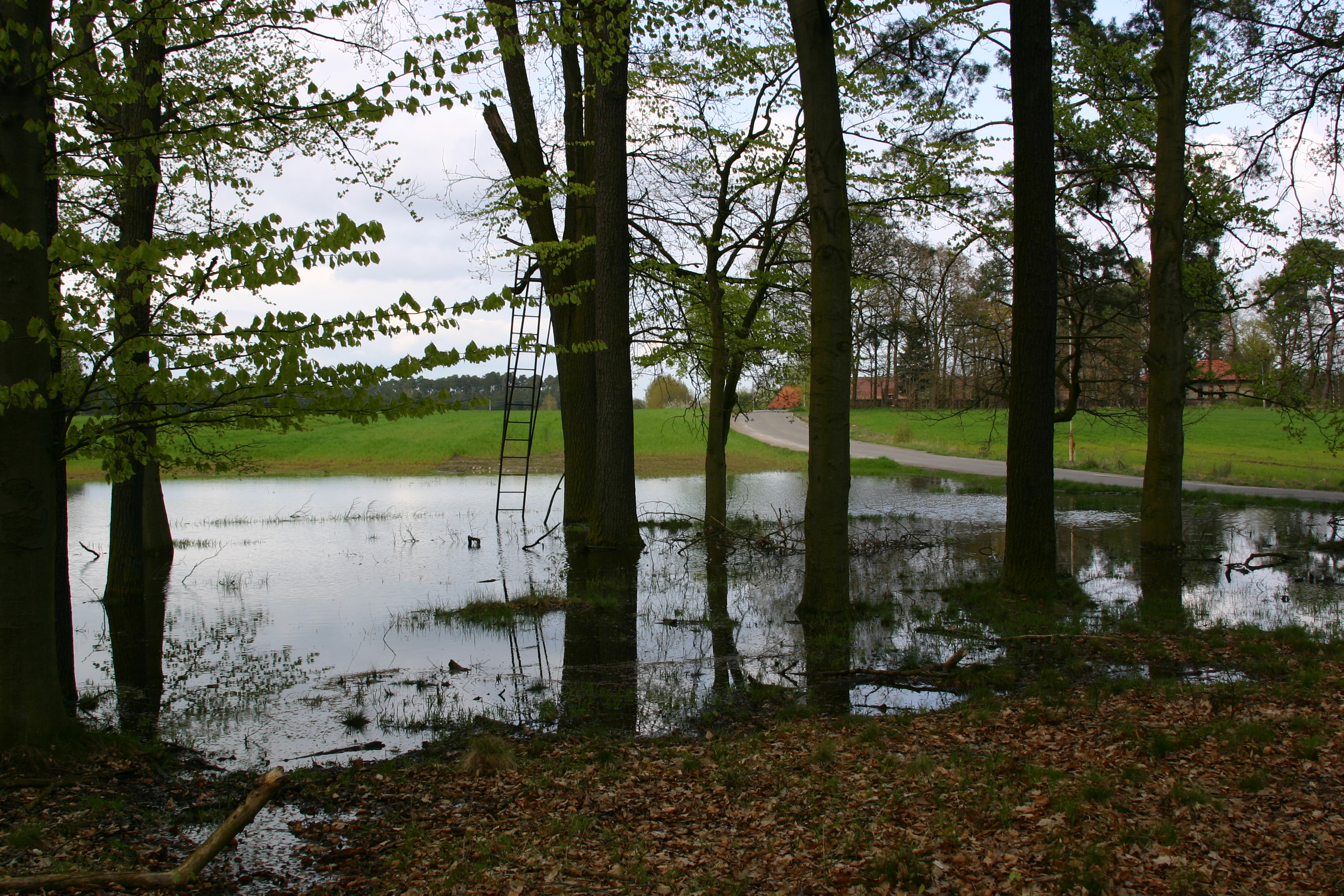
Staunässe im Frühjahr 2008. Im Hintergrund das Dorf Tugam.

Grund für die Anlegung der Teiche war hauptsächlich die Fischwirtschaft, aber auch die Schilfgewinnung zum Eindecken der Dächer, außerdem dienten ausgewiesene Stellen als Viehtränke für das Gutsvieh und das der Bauern. Schon vor Jahrhunderten wurde die Fischzucht betrieben, im benachbarten Groß Mehßow zum Beispiel seit 1527. Die Standesherrschaft Fürstlich Drehna ließ in den kleinen Teichen von Babben und Pademag Karpfenbrut ziehen und im etwa 22 ha großen Ziegelteich in Fürstlich Drehna und in den Tugamer Teichen wuchsen die Fische dann heran. Die Fischzucht war einträglich, man lieferte sogar bis Berlin.
Bis 1945 wurde die Fischwirtschaft durch die Standesherrschaft Fürstlich Drehna betrieben, dann erfolgte deren Enteignung durch die Roten Armee der Sowjetunion (Besatzungstruppen nach Ende des Zweiten Weltkriegs). Wenig später gründete man einen Fischereibetrieb, der die Bewirtschaftung der nun herrenlosen Teiche in den umliegenden Dörfern übernahm. Er gehörte seit 1952 zum Volkseigenen Betrieb der Fischerei Peitz – VEB Binnenfischerei Peitz, Betriebsteil Drehna. Nach dem Ende der DDR 1990 erfolgte eine Treuhandverwaltung. Aus dem Fürstlich Drehnaer Betrieb gründeten 1992 drei Gesellschafter die Ökologische Teichwirtschaft Fürstlich-Drehna GbR. Sie betreiben nun die Fischzucht, auch in Tugam, weiter und legten die beiden ehemaligen Teiche am Brasenteich wieder neu an.
Während die Teiche der Peitzer Gesellschaft gehören, werden sie von der Fürstlich Drehnaer Teichwirtschaft gepachtet. Auch heute stellt die Karpfenzucht den Hauptanteil dar, es werden aber auch Hecht, Zander u. a. Fische gezüchtet. Bemerkenswert ist die Neuansiedlung bereits ausgestorbener Wasserbewohner, wie z. B. des Deutschen Edelkrebses und des Bitterlings. Diese waren zwar früher schon vorhanden, wurden jedoch durch die intensive Karpfenzucht in der DDR-Zeit verdrängt. Ein kleiner Teil der Fische wird selbst verarbeitet und vermarktet.

Tugamer Sandteich
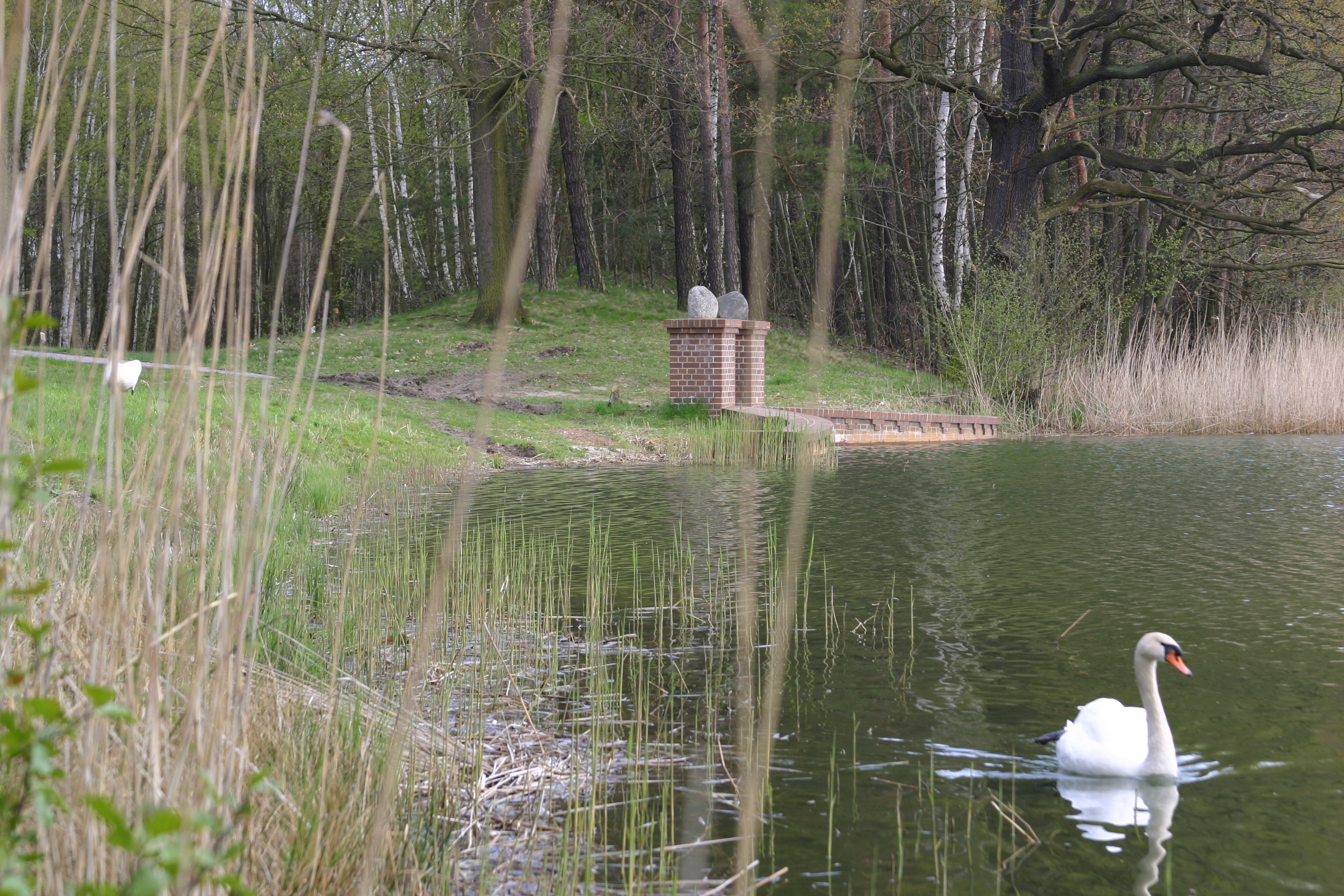
Der Tugamer Sandteich.
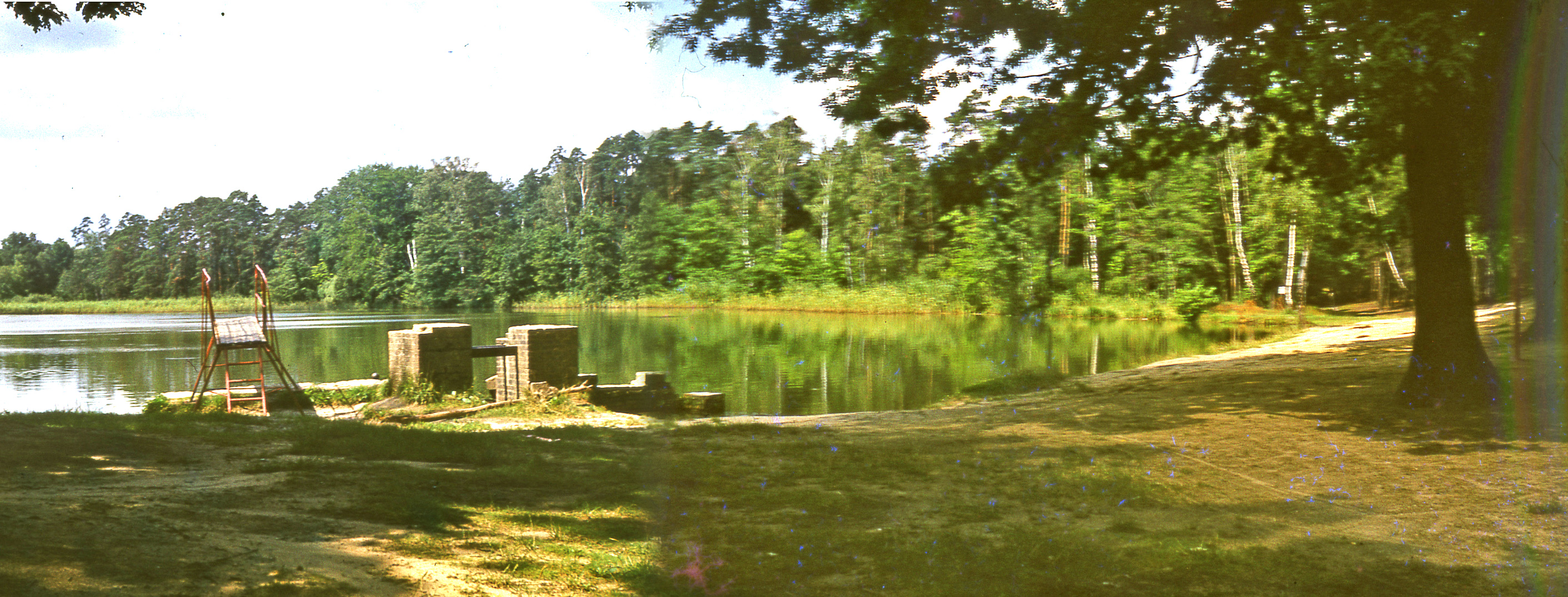
Der Sandteich (1973).
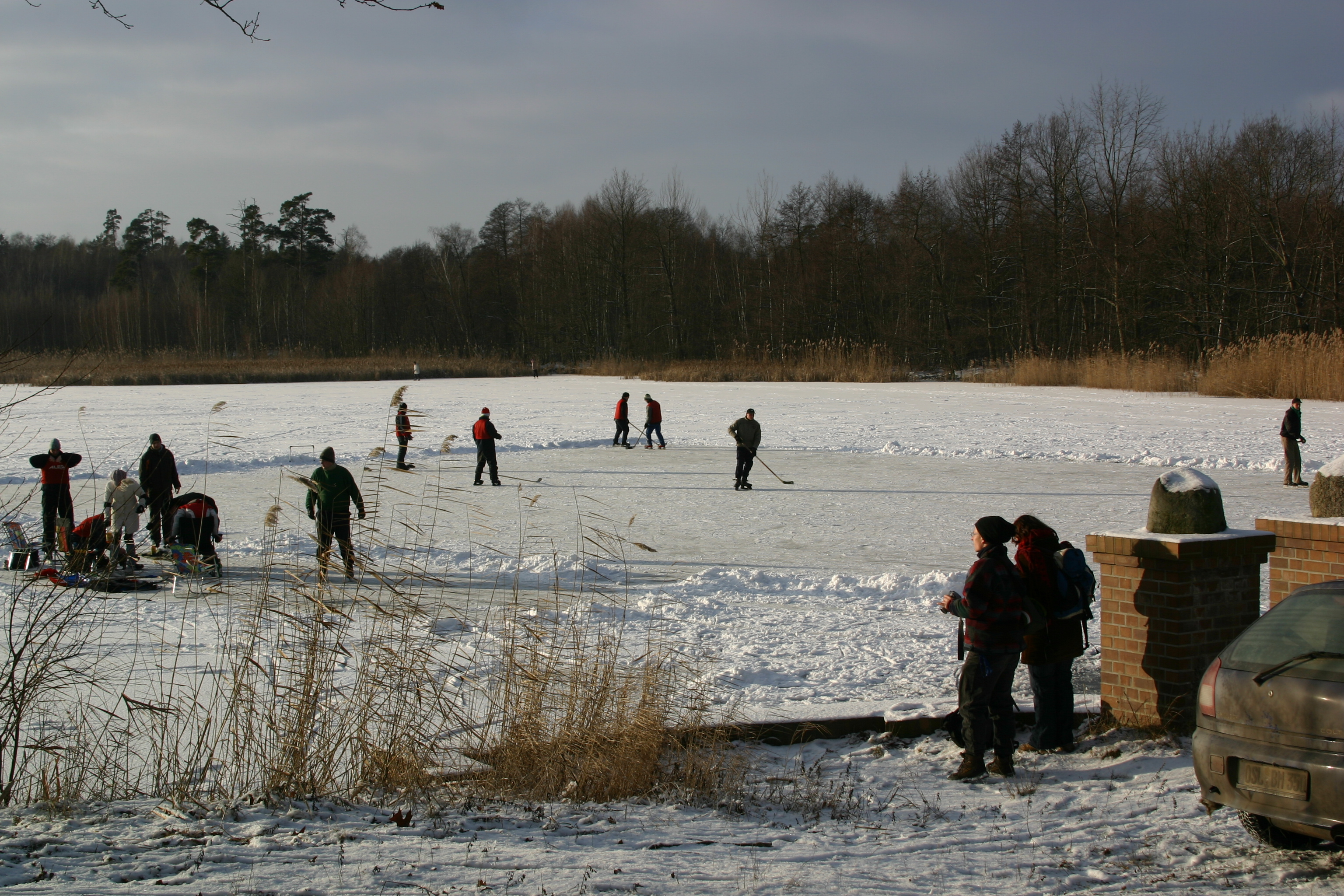
Eishockey auf dem Tugamer Sandteich (2009).